# Nika Amaschukeli
Nika Amaschukeli (georgisch ნიკა ამაშუკელი; * 18. September 1994 in Tiflis) ist ein georgischer Rugby-Union-Schiedsrichter.

## Biografie
In seiner frühen Jugend spielte Amaschukeli Fußball. Sein erstes komplettes Rugbyspiel sah er während der Weltmeisterschaft 2007 im Fernsehen, als ihn sein Vater „buchstäblich zwang“, die Begegnung zwischen Irland und Georgien zu sehen. Im Alter von elf Jahren begann er für die Junioren des Vereins Jiki Gori zu spielen. Er spielte zunächst als Flügelstürmer, dann als Innendreiviertel für Georgien auf U17-, U18- und U-19-Stufe. Unter anderem nahm er 2012 an der U18-Junioreneuropameisterschaft teil. Im Alter von 20 Jahren hatte er aufgrund seiner ungestümen Spielweise bereits fünf Gehirnerschütterungen erlitten. Außerdem hatte er sich einen Knöchel gebrochen und Kniebeschwerden. Kopfverletzungen beeinträchtigten damals seine geistige Gesundheit, weshalb er beschloss, als Spieler zurückzutreten.
2013 startete der georgische Rugbyverband ein Programm zur Verbesserung des Niveaus der Schiedsrichter. Im Rahmen dieses Programms leiteten irische Schiedsrichter regelmäßig Spiele der georgischen Liga, während georgische Schiedsrichter Spiele der All-Ireland League leiteten und an Workshops teilnahmen. Amaschukeli gehörte zu den ersten jungen Schiedsrichtern, die 2013 im Rahmen dieses Programms rekrutiert wurden. Sein erstes Spiel in Irland war die Partie zwischen Old Christians und St Mary’s in der Munster Junior League. Sein Debüt auf internationaler Ebene hatte er beim Spiel Montenegro gegen Estland in der dritten Division der Europameisterschaft am 11. April 2015. Bei einem Zwischenfall nach einem Ligaspiel zwischen Batumi und Armia Tiflis im Jahr 2016 stach ihn ein Offizieller des Armeeclubs mit einem Messer ins Bein. Bei der U20-Weltmeisterschaft 2019 in Argentinien zeigte sich World Rugby sehr beeindruckt von dem aufstrebenden georgischen Talent. Joël Jutge, der höchstrangige Schiedsrichter des Weltverbandes, setzte ihn daraufhin häufig bei europäischen Pokalwettbewerben ein. Amaschukeli sagte, dass Jutge einen unschätzbar positiven Einfluss auf seine Karriere gehabt habe. Während des Autumn Nations Cup 2020 arbeitete er eng mit Wayne Barnes zusammen, den er als den damals weltbesten Schiedsrichter bezeichnete.
Am 3. Juli 2021 leitete Amaschukeli erstmals ein Test Match unter Beteiligung eines Teams der ersten Stärkeklasse, als Wales in Cardiff auf Kanada traf. Sein Aufstieg setzte sich im November desselben Jahres fort, als er unter anderem die Begegnungen Irland–Japan und Wales–Australien leitete. 2022 stand er als erster Georgier überhaupt einem Spiel der Six Nations vor. Ebenso war er bei der Weltmeisterschaft 2023 der erste georgische WM-Schiedsrichter.